# موتوبیکان
موتوبیکان (انگلیسی: Motobécane) شرکت موتورسیکلت‌سازی فرانسوی است، که در سال ۱۹۲۳ تأسیس شد.